# Paolo Ruberti

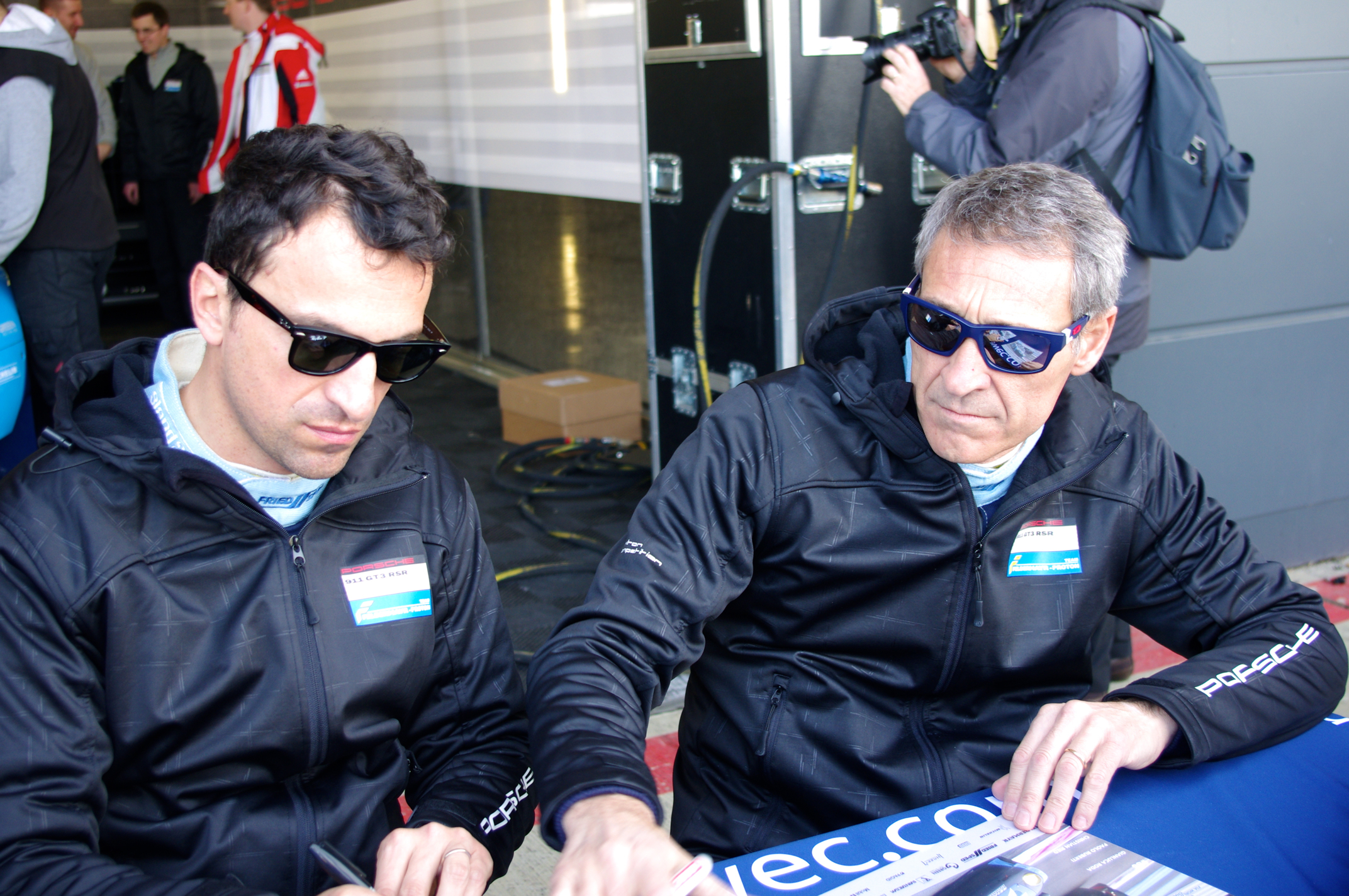
Paolo Ruberti (links) 2013

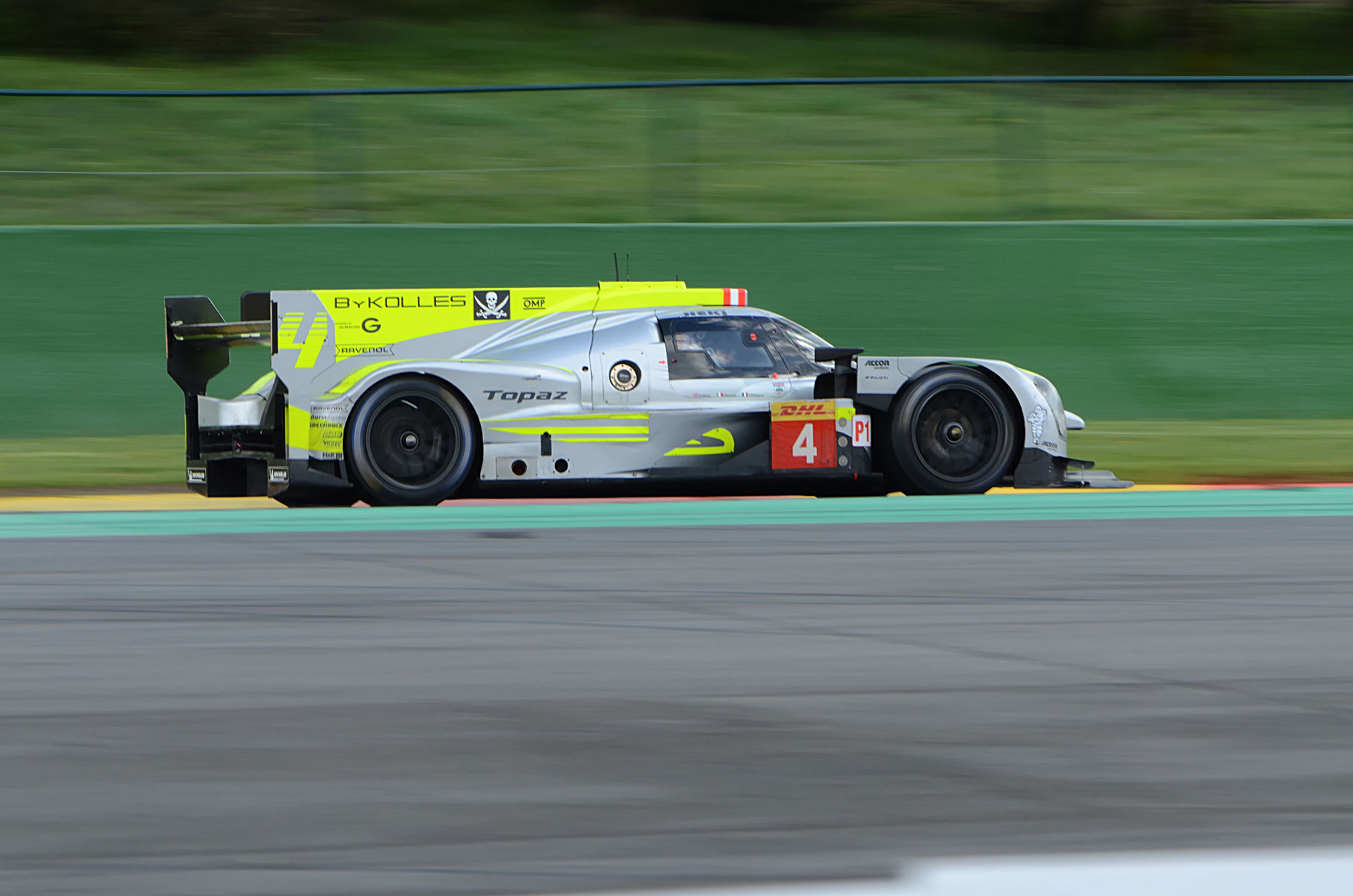
Der ENSO CLM P1/01 von Oliver Webb, Tom Dillmann und Paolo Ruberti beim 6-Stunden-Rennen von Spa-Francorchamps 2019

Paolo Ruberti (* 22. April 1975 in Legnago) ist ein italienischer Autorennfahrer.

## Karriere
Paolo Ruberti gehörte in den 2000er-Jahren, neben Matteo Bobbi, Thomas Biagi, Fabio Babini, Fabrizio Gollin und Matteo Malucelli zu einer Gruppe italienischer GT-Piloten, die große Erfolge in dieser Motorsport-Kategorie einfahren konnten.
Seine Karriere begann er 1994 in der italienischen Formel-3-Meisterschaft, über die er 1997 in die Formel 3000 kam. Dort fuhr der unter anderem für das Rennteam des früheren Formel-1-Piloten Piercarlo Ghinzani. Als dort die Erfolge ausblieben, wechselte er Anfang der 2000er-Jahre zu den GT-Fahrzeugen. Seine größten Erfolge waren der zweite Gesamtrang in der FIA-GT-Meisterschaft 2008 und die jeweils zweiten Plätze in der GT2-Klasse bei den 24-Stunden-Rennen von Le Mans 2008 und 2009.

## Statistik

### Le-Mans-Ergebnisse
| Jahr | Team                   | Fahrzeug                | Teamkollege        | Teamkollege       | Platzierung | Ausfallgrund    |
| ---- | ---------------------- | ----------------------- | ------------------ | ----------------- | ----------- | --------------- |
| 2008 | BMS Scuderia Italia    | Ferrari F430 GT         | Fabio Babini       | Matteo Malucelli  | Rang 22     |                 |
| 2009 | BMS Scuderia Italia    | Ferrari F430 GT         | Fabio Babini       | Matteo Malucelli  | Rang 19     |                 |
| 2012 | Team Felbermayr-Proton | Porsche 997 GT3 RSR     | Christian Ried     | Gianluca Roda     | Ausfall     | Getriebeschaden |
| 2013 | Proton Competition     | Porsche 997 GT3 RSR     | Christian Ried     | Gianluca Roda     | Rang 35     |                 |
| 2014 | 8Star Motorsports      | Ferrari 458 Italia GT2  | Frankie Montecalvo | Gianluca Roda     | Rang 23     |                 |
| 2015 | Larbre Compétition     | Chevrolet Corvette C7.R | Kristian Poulsen   | Gianluca Roda     | Ausfall     | Getriebeschaden |
| 2019 | ByKolles Racing Team   | ENSO CLM P1/01          | Oliver Webb        | Tom Dillmann      | Ausfall     | Antriebswelle   |
| 2020 | Iron Lynx              | Ferrari 488 GTE Evo     | Sergio Pianezzola  | Claudio Schiavoni | Rang 37     |                 |
| 2021 | Iron Lynx              | Ferrari 488 GTE Evo     | Raffaele Giammaria | Claudio Schiavoni | Rang 30     |                 |

### Sebring-Ergebnisse
| Jahr | Team                     | Fahrzeug                | Teamkollege       | Teamkollege         | Teamkollege   | Platzierung             | Ausfallgrund    |
| ---- | ------------------------ | ----------------------- | ----------------- | ------------------- | ------------- | ----------------------- | --------------- |
| 2006 | Konrad Motorsports       | Saleen S7-R             | Fabio Babini      | Jamie Davies        |               | Ausfall                 | Getriebeschaden |
| 2012 | Team Felbermayr Proton   | Porsche 997 GT3 RSR     | Christian Ried    | Gianluca Roda       |               | Rang 27 und Klassensieg |                 |
| 2014 | Spirit of Race           | Ferrari 458 Italia GT3  | Mirko Venturi     | Gianluca Roda       |               | Rang 40                 |                 |
| 2016 | Dream Racing Competition | Lamborghini Huracán GT3 | Fabio Babini      | Cédric Sbirrazzuoli | Luca Persiani | Ausfall                 | Unfall          |
| 2017 | Dream Racing Motorsport  | Lamborghini Huracán GT3 | Lawrence DeGeorge | Cédric Sbirrazzuoli |               | Rang 35                 |                 |

### Einzelergebnisse in der FIA-Langstrecken-Weltmeisterschaft
| Saison  | Team               | Rennwagen               | 1   | 2   | 3   | 4   | 5   | 6   | 7   | 8   | 9   |
| ------- | ------------------ | ----------------------- | --- | --- | --- | --- | --- | --- | --- | --- | --- |
| 2012    | Felbermayr-Proton  | Porsche 997 GT3 RSR     | SEB | SPA | LEM | SIL | SAO | BAH | FUJ | SHA |     |
| 2012    | Felbermayr-Proton  | Porsche 997 GT3 RSR     | 27  | 24  | DNF | 25  | 20  | 17  | 23  | 20  |     |
| 2013    | Proton Competition | Porsche 997 GT3 RSR     | SIL | SPA | LEM | SAO | AUS | FUJ | SHA | BAH |     |
| 2013    | Proton Competition | Porsche 997 GT3 RSR     | 24  | 26  | 35  | 16  | 21  | 19  | 21  | DNF |     |
| 2014    | 8Stars Motorsports | Ferrari 458 Italia      | SIL | SPA | LEM | AUS | FUJ | SHA | BAH | SAO |     |
| 2014    | 8Stars Motorsports | Ferrari 458 Italia      | DNF | 27  | 23  | 23  | DNF | 22  | 22  | DNF |     |
| 2015    | Larbre Compétition | Chevrolet Corvette C7.R | SIL | SPA | LEM | NÜR | AUS | FUJ | SHA | BAH |     |
| 2015    | Larbre Compétition | Chevrolet Corvette C7.R | 25  | DNF | DNF | 27  | 27  | 26  | 25  | 31  |     |
| 2016    | Larbre Compétition | Chevrolet Corvette C7.R | SIL | SPA | LEM | NÜR | MEX | AUS | FUJ | SHA | BAH |
| 2016    | Larbre Compétition | Chevrolet Corvette C7.R | 24  | 21  |     | 26  |     |     |     |     |     |
| 2018/19 | Team Kolles        | CLM P1/01               | SPA | LEM | SIL | FUJ | SHA | SEB | SPA | LEM |     |
| 2018/19 | Team Kolles        | CLM P1/01               |     |     |     |     |     |     | 34  | DNF |     |
| 2019/20 | Iron Lynx          | Ferrari 488 GTE         | SIL | FUJ | SHA | BAH | AUS | SPA | LEM | BAH |     |
| 2019/20 | Iron Lynx          | Ferrari 488 GTE         |     |     |     | 37  |     |     |     |     |     |
| 2021    | Iron Lynx          | Ferrari 488 GTE         | SPA | POR | MON | LEM | BAH | BAH |     |     |     |
| 2021    | Iron Lynx          | Ferrari 488 GTE         | 30  |     |     |     |     |     |     |     |     |